# Девід О'Лірі
Де́від Е́нтоні О'Лі́рі (*2 травня, 1958, Лондон) — ірландський футболіст і тренер. Колишній центральний захисник. Більшість ігрової кар'єри провів у лондонському «Арсеналі», за який зіграв 722 матчі (рекорд клубу).

## Біографія
Народившись у Лондоні, О'Лірі з трирічного віку жив у Дубліні, оскільки батько був ірландцем. Від 1973 року грав у юнацьких та резервних командах «Арсеналу». Дебют у головній команді відбувся у серпні 1975-го, на початку сезону 1975/76. З того часу він став одним з основних гравців клубу. Славився елегантною грою у захисті. Разом з «Арсеналом» тричі поспіль виходив у фінал кубка Англії: 1978, 1979 і 1980. На чемпіонаті світу 1990 року в ⅛ фіналу проти Румунії Девід О'Лірі забив вирішальний м'яч у серії післяматчевих пенальті, і Ірландія потрапила до чвертьфіналу. Це й досі найвищий результат ірландської збірної за всю історію.
Грав надійно, холоднокровно та розважливо. 
Після 19-річної гри в «Арсеналі» О'Лірі влітку 1993 переходить до «Лідс Юнайтед». Зігравши лише кілька матчів у сезоні 1993/94, він отримав важку травму, яка зрештою змусила його припинити ігрову кар'єру.

## Титули та досягнення
- фіналіст Кубка Англії: 1977-78, 1979-80
- володар Кубка Англії: 1978-79, 1992–93
- фіналіст Кубка володарів кубків: 1979-80
- чемпіон Англії: 1988-89, 1990-91
- Володар Кубка англійської ліги: 1986–87, 1992–93
- рекордсмен «Арсенала» за кількістю проведених ігор (722)